# Fermanagh GAA
Le Fermanagh County Board of the Gaelic Athletic Association ou plus simplement Fermanagh GAA est une sélection de sports gaéliques basée dans la province de l’Ulster. Elle est responsable de l’organisation des sports gaéliques dans le Comté de Fermanagh et des équipes qui le représente dans les rencontres inter-comtés. 

## Histoire
Fermanagh est le comté d'Irlande dans lequel on compte le moins de licenciés à l’association athlétique gaélique. Il possède néanmoins un palmarès flatteur même s’il est le seul comté d’Ulster à n’avoir jamais remporté son championnat régional.
La tradition des sports gaéliques est très forte dans le comté. Son dernier exploit date de 2004 quand Fermanagh se hisse jusqu’en demi-finale du championnat d'Irlande de football gaélique ne perdant que lors du match d’appui.
En 1914, Fermanagh  bat Cavan GAA en finale du Championnat d’Ulster. Le conseil du GAA pour l’Ulster décide alors de confier à Fermanagh la place de challenger pour la province en All-Ireland dans le match contre Wexford GAA. Comme il n’existe pas de train permettant aux joueurs de revenir chez eux pour le dimanche soir depuis Dublin, et que la compagnie ferroviaire refuse d’affréter un train spécial car elle est opposée à la pratique du sport le dimanche, Fermanagh doit déclarer forfait et laisse sa place à Monaghan GAA.

## Clubs
En football gaélique, les trois principaux clubs du Comté sont Teemore Shamrocks avec 21 victoire en championnat du Comté, Lisnaskea Emmetts avec 17 victoires et Enniskillen Gaels avec 11 victoires. 
En hurling le club de Lisbellaw St Patricks avec 28 victoires a remporté plus de championnat du Fermanagh que tous les autres clubs réunis. Suivent Belleek Erne Gaels avec 5 victoires et Enniskillen O’Neills avec 3 victoires.

## Palmarès

### Football gaélique
- Dr. McKenna Cup: 4
  - Vainqueur en : 1930, 1933, 1977, 1997

### Hurling

#### All-stars
Trois hurlers de Fermanagh ont été élus dans des équipes de All-star : Peter McGinnity en 1982,  Barry Owens en 2004 et 2006 et Martin McGrath en 2004.